# Сан-Хоакін (Каліфорнія)
Сан-Хоакін (англ. San Joaquin) — місто (англ. city) в США, в окрузі Фресно штату Каліфорнія. Населення — 3701 особа (2020).

## Географія
Сан-Хоакін розташований за координатами 36°36′22″ пн. ш. 120°11′20″ зх. д. / 36.60611° пн. ш. 120.18889° зх. д. (36.606128, -120.188864).  За даними Бюро перепису населення США в 2010 році місто мало площу 2,97 км², уся площа — суходіл.

## Демографія
Згідно з переписом 2010 року, у місті мешкала 4001 особа в 882 домогосподарствах у складі 815 родин. Густота населення становила 1346 осіб/км².  Було 934 помешкання (314/км²).
Расовий склад населення:
| - 49,1 % — білих - 1,3 % — корінних американців - 0,9 % — азіатів - 0,8 % — чорних або афроамериканців - 44,1 % — осіб інших рас |

До двох чи більше рас належало 3,7 %. Частка іспаномовних становила 95,6 % від усіх жителів.
За віковим діапазоном населення розподілялося таким чином: 41,3 % — особи молодші 18 років, 54,3 % — особи у віці 18—64 років, 4,4 % — особи у віці 65 років та старші. Медіана віку мешканця становила 23,6 року. На 100 осіб жіночої статі у місті припадало 103,0 чоловіків;  на 100 жінок у віці від 18 років та старших — 106,6 чоловіків також старших 18 років.
Середній дохід на одне домашнє господарство  становив 29 872 долари США (медіана — 24 437), а середній дохід на одну сім'ю — 29 159 доларів (медіана — 22 540). Медіана доходів становила 24 398 доларів для чоловіків та 19 406 доларів для жінок. За межею бідності перебувало 54,2 % осіб, у тому числі 72,2 % дітей у віці до 18 років та 54,2 % осіб у віці 65 років та старших.
Цивільне працевлаштоване населення становило 1165 осіб. Основні галузі зайнятості: сільське господарство, лісництво, риболовля — 65,2 %, освіта, охорона здоров'я та соціальна допомога — 7,6 %, транспорт — 4,5 %, виробництво — 4,4 %.